# Güzlek, Viranşehir
Güzlek là một xã thuộc huyện Viranşehir, tỉnh Şanlıurfa, Thổ Nhĩ Kỳ. Dân số thời điểm năm 2011 là 2.55 người.